# Provokativ marknadsföring
Provokativ marknadsföring syftar till att väcka uppmärksamhet genom att bryta tabun och sociala normer. Provokativ marknadsföring är i regel negativ för fysiska produkter men används ofta för medierelaterade produkter.
Exempel på provokativ marknadsföring är Anna Ankas debattinlägg på Newsmill, där flera normbrytande uttalanden görs. Detta i syfte att dra publik till TV-programmet ”Hollywoodfruar” på TV3 samt besökare till sajten Newsmill.
Vid lanseringen av Newsmill publicerades en debattartikel som uppfyller samtliga krav för provokativ marknadsföring. Två kända namn, Jessica Zandén och Cecilia Gyllenhammar, agerade bete och skrev provokativt om könsroller med stor medial uppmärksamhet som följd .
Krönikörer i kvällspressen, som Linda Skugge, har länge arbetat med denna typ av marknadsföring. Typiskt för metoden är att en person ”skild” från produkten står som avsändare, med följd att produktens eget rykte inte svärtas ned, samtidigt som denna säljer bättre.
Överanvändning av metoden leder dock till att produkten eller varumärket till slut främst associeras till provokativ marknadsföring, med följd att andra budskap inte längre går att förmedla via produkten / varumärket.